# Reference Point
Reference Point (1984-1991) est un cheval de course pur-sang anglais, participant aux courses de plat, appartenant à Louis Freedman et entraîné en Angleterre par Henry Cecil.

## Carrière de course
Né à Cliveden Stud, le haras de son propriétaire Louis Freedman situé dans le Berkshire, Reference Point débute par une troisième place à Sandown mais fait rapidement parler de lui à sa sortie suivante lorsqu'il anéantit l'opposition de huit longueurs dans un maiden disputé sur le même hippodrome. L'impression est telle qu'il embraye sur un groupe 1, le William Hill Futurity comme deuxième favori derrière un autre poulain de Henry Cecil, Suhailie, que Steve Cauthen a d'ailleurs choisi à son détriment. Mais on ne voit que la casaque jaune à gros pois noirs de Reference Point et de son partenaire du jour Pat Eddery, qui relègue ses adversaires du jour à 3 longueurs. Cette victoire lui vaut d'obtenir le meilleur rating européen de l'année 1989 chez les 2 ans européens, et un statut de favori pour les classiques du printemps. Louis Freedman rêve d'ailleurs tout haut de Triple Couronne (2000 Guineas, Derby, St. Leger) pour son protégé, laquelle Triple Couronne n'a plus été décrochée depuis Nijinsky il y a dix-sept ans.
Mais de Triple Couronne il n'y aura point car Reference Point doit faire l'impasse sur les 2000 Guinées à cause de ses sinus, qui lui valent une opération. Dont il se remet très vite, puisqu'on le retrouve au départ des Dante Stakes, la principale préparatoire au Derby, qu'il gagne suffisamment bien pour confirmer son statut de favori du grand rendez-vous. Dans le Derby, il contre de nombreuses attaques dans la phase finale et devance une meute de 18 adversaires d'une longueur et demi. Le tout en 2'33"90, soit un dixième de plus que le record de Mahmoud, établi en 1936, à une époque où l'on chronométrait à la main. C'est dire si sa défaite dans les Eclipse Stakes, où il s'intercale entre deux véritables champions - le très tardif 4 ans Mtoto, qui commence à forger son palmarès, et l'inusable Triptych -, cause une vraie surprise, mais peut-être due au rythme frénétique qu'il a imposé tout au long du parcours et qui permet au vainqueur du jour de battre le record de l'épreuve. Reference Point remet vite les pendules à l'heure en s'adjugeant avec brio les King George VI & Queen Elizabeth II Stakes devant Celestial Storm et Triptych.
Facile vainqueur ensuite des Great Voltigeur Stakes, Reference Point va presque accomplir le rêve de son propriétaire puisqu'il en gagnant le St. Leger, il devient le premier poulain à faire le doublé Derby / St. Leger depuis Nijinsky. Il porte en outre ses gains à £ 774 275, un record en Angleterre. Reste à achever cette année presque parfaite par une victoire dans le Prix de l'Arc de Triomphe, dont il est l'archi-favori. Mais la malédiction des vainqueurs de St. Leger dans l'Arc se vérifie une nouvelle fois : méconnaissable, Reference Point termine huitième, loin derrière Trempolino. Une performance trop mauvaise pour être exacte, ce que confirme l'examen d'après course, qui révèle que le poulain souffre d'un abcès au pied. On ne reverra plus Reference Point, qui se retire après cette défaite, un titre de cheval de l'année en Angleterre, et un rating Timeform exceptionnel de 139, le onzième plus haut de l'histoire à l'époque. Dans leur livre A Century of Champions, John Randall et Tony Morris classent Reference Point à la 36e place de leur liste des meilleurs chevaux anglais et irlandais du 20e siècle.

### Résumé de carrière
| Date         | Hippodrome   | Pays        | Course                                  | Statut      | Distance    | Jockey      | Place       | Écart       | Vainqueur ou deuxième |
| 1986, 2 ans  | 1986, 2 ans  | 1986, 2 ans | 1986, 2 ans                             | 1986, 2 ans | 1986, 2 ans | 1986, 2 ans | 1986, 2 ans | 1986, 2 ans | 1986, 2 ans           |
| ------------ | ------------ | ----------- | --------------------------------------- | ----------- | ----------- | ----------- | ----------- | ----------- | --------------------- |
| 30 août      | Sandown Park | Royaume-Uni | Heart of Variety Stakes                 | Maiden      | 1 600 m     | S. Cauthen  | 3e / 14     | 6           | Mistigo               |
| 23 septembre | Sandown Park | Royaume-Uni | Dorking Stakes                          | Maiden      | 1 600 m     | S. Cauthen  | 1er / 8     | 8           | Mulhollande           |
| 25 octobre   | Doncaster    | Royaume-Uni | William Hill Futurity                   | Gr. 1       | 1 600 m     | P. Eddery   | 1er / 10    | 5           | Bengal Fire           |
| 1987, 3 ans  |              |             |                                         |             |             |             |             |             |                       |
| 13 mai       | York         | Royaume-Uni | Dante Stakes                            | Gr. 2       | 2 100 m     | S. Cauthen  | 1er / 8     | 1           | Ascot Knight          |
| 3 juin       | Epsom        | Royaume-Uni | Derby                                   | Gr. 1       | 2 400 m     | S. Cauthen  | 1er / 19    | 1 ½         | Most Welcome          |
| 4 juillet    | Sandown Park | Royaume-Uni | Eclipse Stakes                          | Gr. 1       | 2 000 m     | S. Cauthen  | 2e / 8      | 3/4         | Mtoto                 |
| 25 juillet   | Ascot        | Royaume-Uni | King George VI & Queen Elizabeth II St. | Gr. 1       | 2 400 m     | S. Cauthen  | 1er / 7     | 3           | Celestial Storm       |
| 19 août      | York         | Royaume-Uni | Great Voltigeur Stakes                  | Gr. 2       | 2 400 m     | S. Cauthen  | 1er / 13    | 4           | Dry Dock              |
| 12 septembre | Doncaster    | Royaume-Uni | St. Leger                               | Gr. 1       | 2 920 m     | S. Cauthen  | 1er / 7     | 1 ½         | Mountain Kingdom      |
| 4 octobre    | Longchamp    | France      | Prix de l'Arc de Triomphe               | Gr. 1       | 2 400 m     | S. Cauthen  | 8e / 11     |             | Trempolino            |

## Au haras
Reference Point n'aura guère le temps de s'illustrer au haras, puisqu'il meurt en décembre 1991, à 7 ans, des suites d'une fracture. Mais sa production ne semblait pas exceptionnelle, avec un seul vainqueur de groupe 1, la pouliche Ivyanna, lauréate des Oaks d'Italia en 1992.

## Origines
Reference Point est le meilleur produit du grand Mill Reef, champion d'exception et très bon étalon. Sa mère Home on The Range, était l'une des bonnes pouliches de sa génération, lauréate des Sun Chariot Stakes alors classée groupe 2 à l'époque.

### Pedigree
| Origines de Reference Point (GB), mâle bai né en 1984 | Origines de Reference Point (GB), mâle bai né en 1984 | Origines de Reference Point (GB), mâle bai né en 1984 | Origines de Reference Point (GB), mâle bai né en 1984 |
| ----------------------------------------------------- | ----------------------------------------------------- | ----------------------------------------------------- | ----------------------------------------------------- |
| Père Mill Reef 1968                                   | Never Bend 1960                                       | Nasrullah                                             | Nearco                                                |
| Père Mill Reef 1968                                   | Never Bend 1960                                       | Nasrullah                                             | Mumtaz Begum                                          |
| Père Mill Reef 1968                                   | Never Bend 1960                                       | Lalun                                                 | Djeddah                                               |
| Père Mill Reef 1968                                   | Never Bend 1960                                       | Lalun                                                 | Be Faithful                                           |
| Père Mill Reef 1968                                   | Milan Mill 1962                                       | Princequillo                                          | Prince Rose                                           |
| Père Mill Reef 1968                                   | Milan Mill 1962                                       | Princequillo                                          | Cosquilla                                             |
| Père Mill Reef 1968                                   | Milan Mill 1962                                       | Virginia Water                                        | Count Fleet                                           |
| Père Mill Reef 1968                                   | Milan Mill 1962                                       | Virginia Water                                        | Red Ray                                               |
| Mère Home on The Range 1978                           | Habitat 1966                                          | Sir Gaylord                                           | Turn-To                                               |
| Mère Home on The Range 1978                           | Habitat 1966                                          | Sir Gaylord                                           | Somethingroyal                                        |
| Mère Home on The Range 1978                           | Habitat 1966                                          | Little Hut                                            | Occupy                                                |
| Mère Home on The Range 1978                           | Habitat 1966                                          | Little Hut                                            | Savage Beauty                                         |
| Mère Home on The Range 1978                           | Great Guns 1971                                       | Busted                                                | Crepello                                              |
| Mère Home on The Range 1978                           | Great Guns 1971                                       | Busted                                                | Sans le Sou                                           |
| Mère Home on The Range 1978                           | Great Guns 1971                                       | Byblis                                                | Grey Sovereign                                        |
| Mère Home on The Range 1978                           | Great Guns 1971                                       | Byblis                                                | Niobe (famille 10-d)                                  |